# Campeonato Paranaense de Futebol de 2007
O Campeonato Paranaense de 2007 foi a 93.ª edição desta competição futebolística organizada pela Federação Paranaense de Futebol (FPF). Foi disputada entre 14 de janeiro e 6 de maio.
O campeão da edição foi o Atlético Clube Paranavaí, ganhando do Paraná Clube na final. No primeiro jogo, aos 24 minutos do segundo tempo, o atleta Tales, do Paranavaí, marcou o único gol do jogo em cobrança de falta. Isso fez com que a equipe interiorana tivesse a vantagem do empate no segundo jogo. No segundo jogo, manteve-se o empate pelo placar de 0–0, com o Paranavaí consagrando-se campeão paranaense pela primeira vez na história. Esse foi o primeiro título estadual do interior desde 1992, quando o Londrina sagrou-se campeão.

## Primeira fase
| Pos | Equipe              | Pts | J  | V | E | D  | GP | GC | SG  | Classificação ou descenso    |
| --- | ------------------- | --- | -- | - | - | -- | -- | -- | --- | ---------------------------- |
| 1   | ADAP/Galo Maringá   | 30  | 15 | 8 | 6 | 1  | 32 | 18 | +14 | Próxima fase                 |
| 2   | Atlético Paranaense | 28  | 15 | 8 | 4 | 3  | 44 | 20 | +24 | Próxima fase                 |
| 3   | Cianorte            | 28  | 15 | 8 | 4 | 3  | 25 | 21 | +4  | Próxima fase                 |
| 4   | Coritiba            | 26  | 15 | 7 | 5 | 3  | 32 | 22 | +10 | Próxima fase                 |
| 5   | Paranavaí           | 26  | 15 | 7 | 5 | 3  | 30 | 23 | +7  | Próxima fase                 |
| 6   | Paraná              | 25  | 15 | 7 | 4 | 4  | 31 | 26 | +5  | Próxima fase                 |
| 7   | Rio Branco-PR       | 22  | 15 | 6 | 4 | 5  | 17 | 17 | 0   | Próxima fase                 |
| 8   | Cascavel CR         | 21  | 15 | 6 | 3 | 6  | 21 | 24 | −3  | Próxima fase                 |
| 9   | J.Malucelli         | 20  | 15 | 5 | 5 | 5  | 24 | 22 | +2  |                              |
| 10  | Londrina            | 19  | 15 | 4 | 7 | 4  | 31 | 27 | +4  |                              |
| 11  | Engenheiro Beltrão  | 18  | 15 | 5 | 3 | 7  | 15 | 20 | −5  |                              |
| 12  | Iraty               | 17  | 15 | 4 | 5 | 6  | 22 | 22 | 0   |                              |
| 13  | Iguaçu              | 16  | 15 | 4 | 4 | 7  | 15 | 29 | −14 |                              |
| 14  | Portuguesa-PR       | 13  | 15 | 2 | 7 | 6  | 14 | 19 | −5  |                              |
| 15  | Roma Apucarana      | 10  | 15 | 2 | 4 | 9  | 19 | 38 | −19 | Rebaixados à Série B de 2008 |
| 16  | Nacional-PR         | 5   | 15 | 1 | 2 | 12 | 17 | 41 | −24 | Rebaixados à Série B de 2008 |

## Segunda fase

### Grupo A
| Pos | Equipe            | Pts | J | V | E | D | GP | GC | SG | Classificado |     | CFC | PRC | GAL | CCR |
| --- | ----------------- | --- | - | - | - | - | -- | -- | -- | ------------ | --- | --- | --- | --- | --- |
| 1   | Coritiba          | 14  | 6 | 4 | 2 | 0 | 12 | 6  | +6 | Próxima fase |     | —   | 2–2 | 1–0 | 3–1 |
| 2   | Paraná            | 13  | 6 | 4 | 1 | 1 | 14 | 6  | +8 | Próxima fase |     | 1–3 | —   | 4–0 | 3–0 |
| 3   | ADAP/Galo Maringá | 7   | 6 | 2 | 1 | 3 | 6  | 11 | −5 |              |     | 1–1 | 0–2 | —   | 1–0 |
| 4   | Cascavel CR       | 0   | 6 | 0 | 0 | 6 | 5  | 14 | −9 |              | 1–2 | 1–2 | 2–3 | —   |     |

### Grupo B
| Pos | Equipe              | Pts | J | V | E | D | GP | GC | SG | Classificado |     | ATL | PRV | RBR | CIA |
| --- | ------------------- | --- | - | - | - | - | -- | -- | -- | ------------ | --- | --- | --- | --- | --- |
| 1   | Atlético Paranaense | 9   | 6 | 2 | 3 | 1 | 13 | 7  | +6 | Próxima fase |     | —   | 1–1 | 5–0 | 4–4 |
| 2   | Paranavaí           | 7   | 6 | 1 | 4 | 1 | 7  | 7  | 0  | Próxima fase |     | 1–0 | —   | 3–3 | 1–2 |
| 3   | Rio Branco-PR       | 7   | 6 | 1 | 4 | 1 | 5  | 9  | −4 |              |     | 0–0 | 0–0 | —   | 1–0 |
| 4   | Cianorte            | 6   | 6 | 1 | 3 | 2 | 9  | 11 | −2 |              | 1–3 | 1–1 | 1–1 | —   |     |

## Fase final
Em itálico, as equipes que possuiram o mando de campo no primeiro jogo; em negrito as equipes vencedoras.
|  | Semifinais          | Semifinais | Semifinais | Semifinais |   |           | Final | Final | Final | Final |
|  |                     |            |            |            |   |           |       |       |       |       |
|  | Paranavaí           | 3          | 1          | 4          |   |           |       |       |       |       |
|  | Coritiba            | 2          | 1          | 3          |   |           |       |       |       |       |
|  | Coritiba            | 2          | 1          | 3          |   | Paranavaí | 1     | 0     | 1     |       |
|  |                     |            |            |            |   | Paranavaí | 1     | 0     | 1     |       |
|  |                     | Paraná     | 0          | 0          | 0 |           |       |       |       |       |
|  | Paraná              | Paraná     | 0          | 0          | 0 | 0         | 3     | 3     |       |       |
|  | Paraná              |            |            |            |   | 0         | 3     | 3     |       |       |
|  | Atlético Paranaense | 0          | 1          | 1          |   |           |       |       |       |       |

### Final

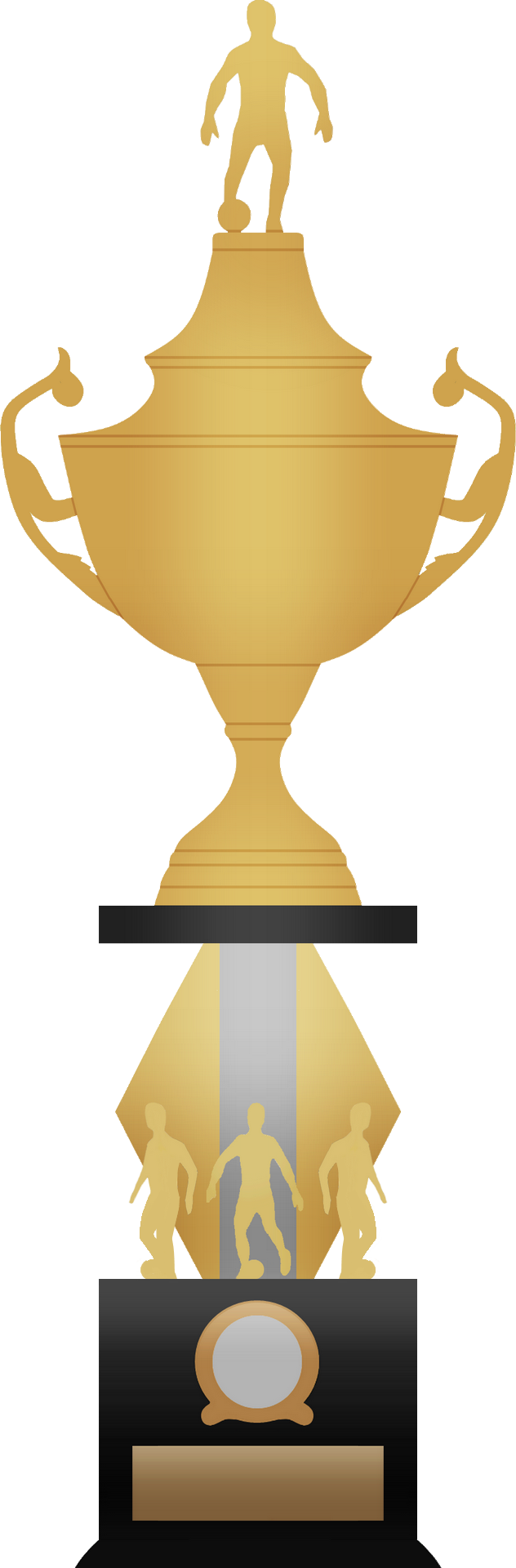
Ilustração do troféu dado na competição.

Ida
| 29 de abril | Paranavaí | 1 − 0         | Paraná | Waldemiro Wagner                                                    |
|             | Tales 69' | Ficha Técnica |        | Público: 13,425 Renda: R$ 110,510 Árbitro: PR Evandro Rogério Roman |

| Paranavaí | Paraná |

Volta
| 6 de maio | Paraná | 0 − 0         | Paranavaí | Vila Capanema                                                       |
|           |        | Ficha Técnica |           | Público: 17,214 Renda: R$ 388,010 Árbitro: PR Evandro Rogério Roman |

| Paraná | Paranavaí |

## Premiação
| Campeonato Paranaense de 2007  |
| ------------------------------ |
| Paranavaí Campeão (1.º título) |